# Fremde-Situations-Test

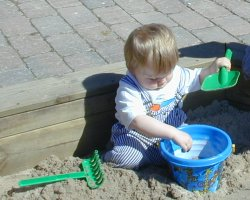
Ein Kind, das durch sein Spiel eine explorative Verhaltensweise zeigt

Bei dem Fremde-Situations-Test (FST) oder auch Fremde Situation genannten Test (englisch: Strange Situation Test) handelt es sich um ein von Mary Ainsworth entwickeltes entwicklungspsychologisches Experiment, das eine Beziehung zwischen Kind und Mutter bezüglich der Kriterien John Bowlbys für eine sichere Bindung testen soll.
Mary Ainsworth gelang es, Bowlbys Bindungsmodell in einer standardisierten Situation beobachtbar zu machen. Sie stützte sich dabei auf frühere experimentelle Forschungsarbeiten von Schülern des Gestalttheoretikers Kurt Lewin, nämlich F. Wiehe in Berlin Ende der 1920er-Jahre (The behavior of the child in strange fields) und Jean M. Arsenian in den USA 1943 (Young children in an insecure situation). In Abwandlung des strange fields von F. Wiehe und der insecure situation von Jean M. Arsenian erdachte Ainsworth ihre experimentelle strange situation. Darin finden 12 bis 18 Monate alte Kinder die typischen Gegebenheiten, die nach Bowlbys Theorie sowohl Bindungs- als auch exploratives Verhalten aktivieren, in einer annähernd natürlichen Situation vor. Dadurch können Unterschiede im Bindungs- und Explorationsverhalten beobachtet werden.

## Versuchsaufbau
Der Test wird in einem Zimmer durchgeführt, dessen Fußboden zur Erleichterung von Entfernungsmessungen in schwarze und weiße Quadrate eingeteilt ist. Die Beobachter können die Versuchspersonen sehen und hören, umgekehrt jedoch nicht.
Versuchspersonen: Kleinkinder (männlich/weiblich) zwischen 12 und 18 Monaten
Helfer: Mütter (bis auf 2 Frauen alles Hausfrauenmütter) und fremde Frau (Assistentin)

## Versuchsablauf
1. Die Mutter setzt ihr Kleinkind bei dem Spielzeug ab (bis 30 Sek.).
2. Die Mutter setzt sich auf einen Stuhl und liest eine Zeitschrift (30 Sek.).
3. Nach spätestens 2 Minuten erfolgt ein Klopfsignal, woraufhin ihr Kind zum Spielen animiert werden soll, wenn es noch nicht spielt.
4. Die fremde Frau betritt den Raum, setzt sich auf einen Stuhl und schweigt 1 Minute.
5. Danach erfolgt ein Gespräch zwischen ihr und der Mutter (1 Min.).
6. Die fremde Frau beschäftigt sich mit dem Kind (3 Min.).
7. Die Mutter verlässt den Raum und lässt ihre Handtasche zurück (an dieser Stelle wird beobachtet, wie das Kind auf die Fremde reagiert und ob Trennungsprotest eintritt).
8. Sollte das Kind weinen, beschäftigt sich die fremde Frau mit ihm, ansonsten bleibt sie auf dem Stuhl sitzen.
9. Die Mutter spricht vor der Tür.
10. Dann kommt sie herein, nimmt ihr Kind hoch und begrüßt es.
11. Die Mutter setzt ihr Kind zum Spielzeug und versucht es zum Spielen zu animieren.
12. Die fremde Frau verlässt den Raum.
13. Nach 3 Min. verlässt die Mutter den Raum, lässt jedoch die Handtasche zurück.
14. Das Kind ist für 3 Min. allein.
15. Die fremde Frau spricht vor der Tür.
16. Die fremde Frau betritt den Raum und passt ihr Verhalten dem des Kleinkindes an (z. B. trösten oder mitspielen).
17. Die Mutter öffnet die Tür, bleibt kurz stehen und hebt ihr Kind hoch.
18. Die fremde Frau verlässt den Raum.

Der Vorgang wird mit einer Videokamera aufgezeichnet und anschließend bewertet. Untersuchungsgegenstand ist in erster Linie die kindliche Reaktion in den Trennungs- und Wiedervereinigungsmomenten, um die individuellen Unterschiede in der Bewältigung von Trennungsstress festzustellen.

## Resultate
Beim Fremde-Situations-Test konnten die grundlegenden Aussagen der Bindungstheorie bestätigt werden. In den Untersuchungen, die in verschiedensten Gesellschaftsformen durchgeführt wurden, zeigten sich vier grundlegende Bindungsqualitäten der Kinder. Zunächst konnten die Kinder in sicher gebundene und unsicher gebundene Kinder unterteilt werden. Später zeigten sich weiter Unterscheidungen der unsicher gebundenen.
- Sicher gebundene Kinder
- Unsicher-vermeidend gebundene Kinder („avoidant“)
- Unsicher-ambivalent gebundene Kinder („ambivalent“)
- Kinder mit desorganisiertem Verhaltensmuster

Die desorganisierte Bindung wurde nachträglich eingeführt, da einige Kinder nicht zuverlässig zuzuordnen waren.
Siehe auch: Bindungstypen des Kindes

## Ursachen für unterschiedliche Bindung
Das Interaktionsverhalten zwischen Kind und Bindungsperson (normalerweise die Mutter) ist ausschlaggebend für die Entwicklung einer sicheren Bindung. Das bedeutet, dass die Bindungsperson feinfühlig die Signale des Kindes bemerken, zutreffend interpretieren und angemessen und prompt darauf reagieren muss, um eine sichere Bindung aufzubauen. Werden diese Anforderungen durch die Bindungsperson nicht erfüllt, so erhöht sich die Wahrscheinlichkeit für die Ausbildung eines unsicheren (ambivalenten, vermeidenden oder desorganisierten) Bindungsmusters beim Kind.

## Nachfolgeuntersuchungen

### Klaus Grossmann & Karin Grossmann (1980, Uni Bielefeld)
- Versuchspersonen: 46 Kinder (bei den Kindern im Alter von 12 Monaten führte man den FST mit der Mutter durch, bei den Kindern im Alter von 18 Monaten dagegen mit dem Vater.)
- Fragestellung: Kann das Kind auch zu zwei Personen eine sichere Bindung (B-Bindung) herstellen?
- Ergebnis:

1. Kinder können Bindung zu 2 Personen aufbauen
2. Die mit dem Kind verbrachte Zeit ist nicht wesentlich für Bindungsqualität
3. Die Mutter wird nicht grundsätzlich dem Vater vorgezogen

### Main/Cassidy (1988/1985)
Bei diesem Versuch wurde das Spielverhalten und die Strategien zur Konfliktlösung mit Gleichaltrigen untersucht. Darüber hinaus wurde mit den Kindern über ein Familienfoto und fiktive Trennungssituationen gesprochen.
- Versuchspersonen: 5- bis 6-jährige Kindergartenkinder, die zuvor bereits im Alter von 12 und 18 Monaten mit Mutter und Vater getestet wurden.
- Fragestellung: Bleibt das Bindungsverhalten bis zum dritten Lebensjahr und darüber hinaus konsistent und unverändert?
- Ergebnis:

1. Während sicher gebundene Kinder ein sicheres Spielverhalten zeigten und nur bei Misslingen die Hilfe der Erzieherin in Anspruch nahmen, spielten unsicher gebundene Kinder nur wenig und hatten ein angespanntes Verhältnis zu anderen Kindern.
2. Sicher gebundene Kinder sprechen offen – auch kritisch – über die Situation und die Personen, während unsicher gebundene Kinder aktives Ignorierverhalten zeigen.
3. Als die Kinder dazu aufgefordert wurden, ihre Gedanken zu einer fiktiven Trennung (Eltern verreisen) zu äußern, zeigten Kinder mit einer sicheren Bindung Trauer, brachten jedoch auch konstruktive Vorschläge zur Überbrückung der Trennung ein. Unsicher gebundene Kinder zeigten dagegen großen Trennungsschmerz, da Verlust der Eltern hier als endgültig bzw. unabänderlich verstanden wurde, oder zeigten kein Interesse.